# Береговий Костянтин Едуардович
Береговий Костянтин Едуардович (нар. 30 червня 1962, Суми  — 19 листопада 2015, Дружківка Донецької області) — військовослужбовець 81-ї окремої аеромобільної бригади Високомобільних десантних військ Збройних Сил України, прапорщик.

## Життєвий шлях
Береговий Костянтин Едуардович народився 30 червня 1962 року в місті Суми в родині інженера-технолога. Закінчив середню школу № 14. Після закінчення школи Костянтин вступив до Сумського вищого артилерійського командного училища, де провчився два роки. Закінчив школу прапорщиків. Проходив строкову військову службу, після якої залишився служити понадстроково. У 1992 році присягнув Україні і продовжував службу, але уже у вну.трішніх військах 26 квітня 1995 року звільнений у запас.
30 січня 2015 року після початку четвертої хвилі мобілізації знання і досвід Костянтина Едуардовича знадобилися. Він був призваний міським військовим комісаріатом під час мобілізації на особливий період до військової частини В 0339. У подальшому проходив військову службу в зоні проведення антитерористичної операції у 81-й аеромобільній бригаді. Загинув 19 листопада30 січня 2015 року мобілізований до лав Збройних Сил України. Службу проходив у 81-ій окремій Νаеромобільній бригаді Високомобільних десантних військ Збройних сил України (військова частина польова пошта В4745, місто Дружківка Донецької області.

19 листопада 2015 року прапорщик Береговий загинув під час несення служби в районі м. Дружківка Донецької області.
22 листопада 2015 року похований на Алеї Почесних громадян Центрального кладовища міста Суми.